# وستو
وستو (به ایتالیایی: Vasto) یک کومونه در ایتالیا است که در استان کییتی واقع شده‌است.

## خصوصیات
وستو ۷۰٫۶۵ کیلومترمربع مساحت و ۴۰٬۳۸۱ نفر جمعیت دارد و ۱۳۸ متر بالاتر از سطح دریا واقع شده‌است.

## خواهرخوانده
شهر پرت (استرالیا) خواهرخواندهٔ وستو هست.

## نگارخانه

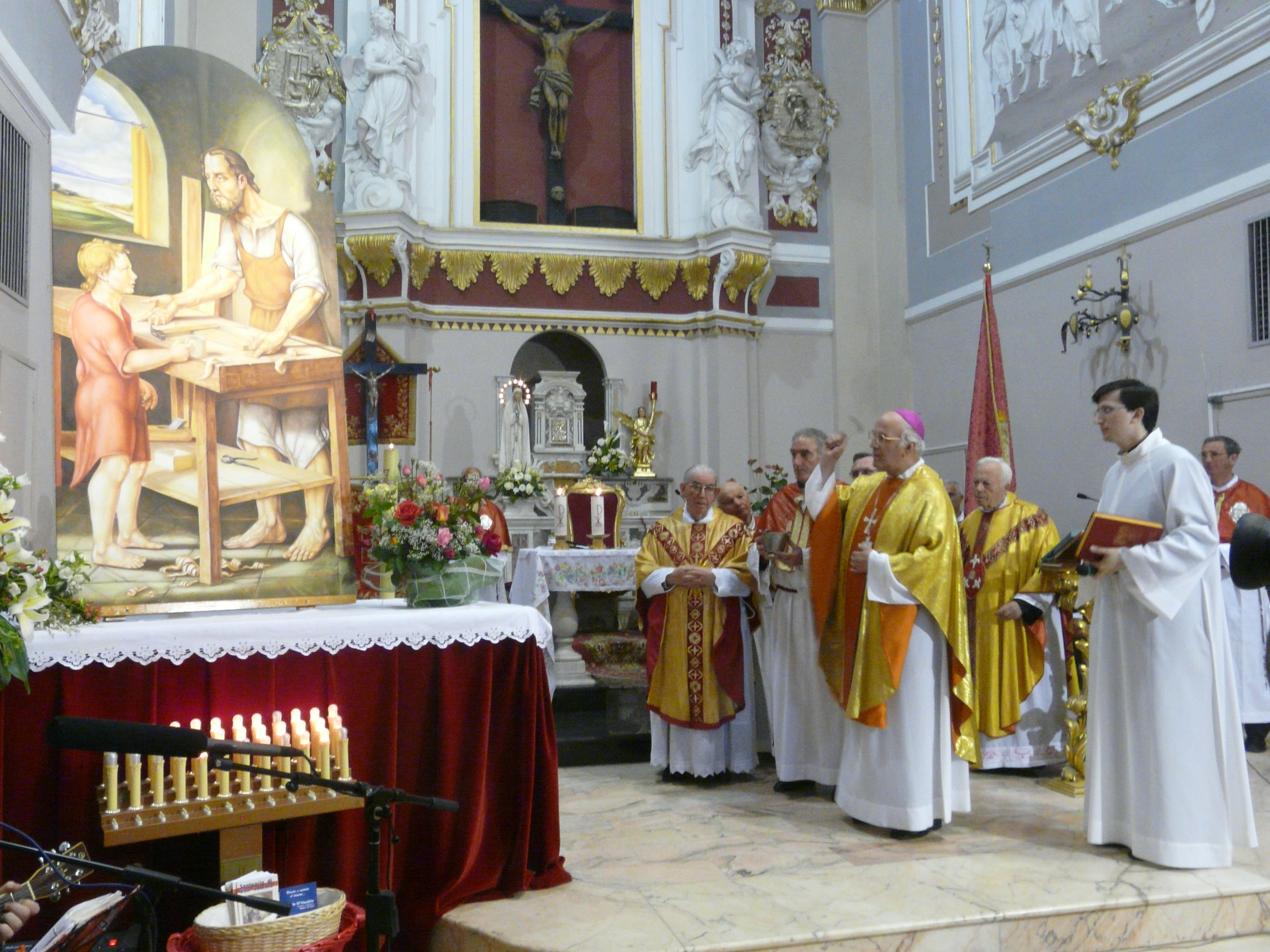